# Walthierite
La walthierite è un minerale appartenente al gruppo dell'alunite descritto nel 1992 in base ad un ritrovamento avvenuto nel distretto minerario di Tambo, a circa 7 km dal giacimento di oro, argento e rame di El Indi, regione di Coquimbo, Cile. Il nome del minerale è stato attribuito in onore del geologo statunitense Thomas Nash Walthier (1923–1990).
La walthierite è il membro del gruppo dell'alunite contenente bario.

## Morfologia
La walthierite è stata trovata in cristalli da subedrali ad anedrali di dimensioni da 5 a 100 µm isolati o in aggregati. I cristalli sono granulari o tabulari.

## Origine e giacitura
La walthierite è stata scoperta in vene di origine idrotermale intimamente associata ad alunite, barite, quarzo, pirite e jarosite. Sono stati trovati cristalli ben formati cresciuti sull'alunite; sono state trovate zone con composizione intermedia fra l'alunite e la walthierite. Sono stati trovati anche grani allungati di alunite e walthierite in gruppi paralleli. In alcuni casi la walthierite sostituisce la barite.